# 24-Stunden-Rennen von Spa-Francorchamps 1936

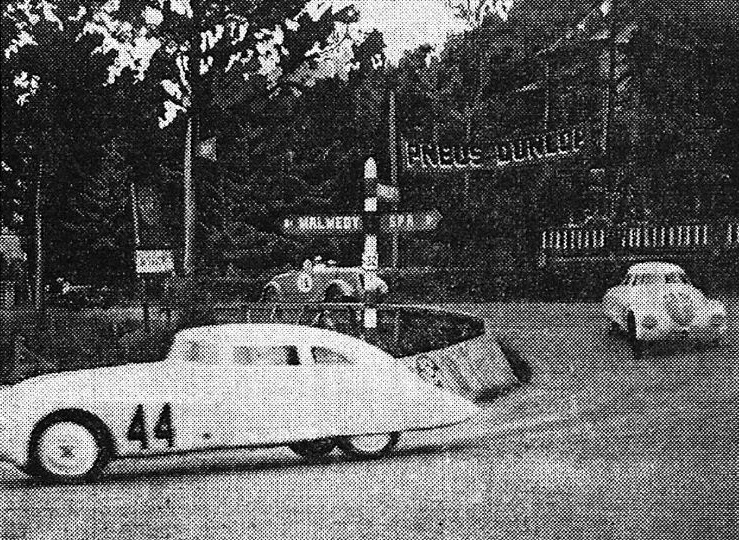
Vorne der Adler Trumpf von Otto Löhr und Paul von Guilleaume (Startnummer 44); dahinter der viertplatzierte Lagonda LG45 von Richard Seaman und Freddie de Clifford (Startnummer 18)

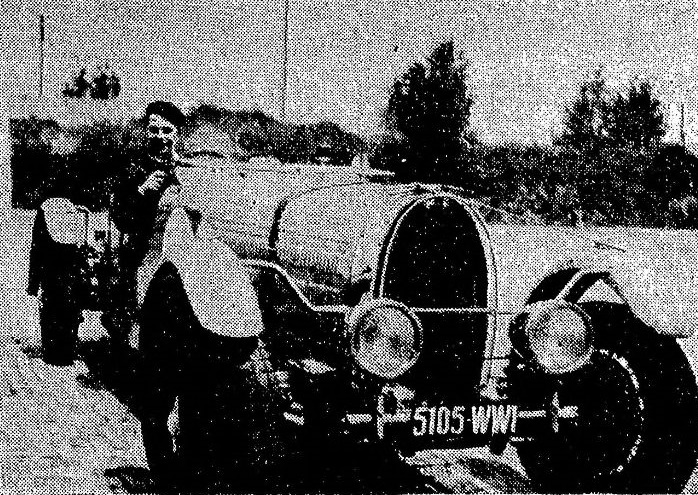
Yves Giraud-Cabantous am Steuer eines Bugatti T57

Das elfte 24-Stunden-Rennen von Spa-Francorchamps, auch Belgian Touring Car Grand Prix, Les 24 heures de Spa, Spa-Francorchamps, fand am 12. und 13. Juli 1936 auf dem Circuit de Spa-Francorchamps statt.

## Das Rennen
Neben dem 24-Stunden-Rennen von Le Mans, das 1923 zum ersten Mal ausgetragen wurde, etablierte sich mit dem 24-Stunden-Rennen von Spa-Francorchamps ein weiters 24-Stunden-Rennen in Europa. 1924  griffen Funktionäre des  Königlichen Automobil Club Belgien die Idee eines Rennens über 24-Stunden auf und suchten einen geeigneten Austragungsort. Die treibenden Kräfte innerhalb des Clubs waren Jules de Their und Henri Langlois Van Ophem. Man entschied das Rennen auf einem 14,863 km langen Kurs auf öffentlichen Straßen zwischen Francorchamps, Malmedy und Stavelot auszutragen, wo seit 1922 Rennen veranstaltet wurden und der als Circuit de Spa-Francorchamps in die Motorsportgeschichte eingehen sollte.
1936 endete das Rennen mit dem Gesamtsieg von Raymond Sommer und Francesco Severi, die einen Alfa Romeo 8C 2900A Compr. der Scuderia Ferrari fuhren.

## Ergebnisse

### Schlussklassement
| 1               | Compr. | 2  | Scuderia Ferrari          | Raymond Sommer Francesco Severi      | Alfa Romeo 8C 2900A Compr. | 202 |
| 2               | 4.0    | 42 | René Le Begue             | Marcel Mongin René Le Bègue          | Delahaye 135CS             |     |
| 3               | 4.0    | 22 | Lucy O’Reilly-Schell      | Laury Schell René Carrière           | Delahaye 135CS             |     |
| 4               | + 4.0  | 18 | Arthur Fox                | Richard Seaman Freddie de Clifford   | Lagonda LG45               |     |
| 5               | + 4.0  | 14 | Buick Belgium             | „Paolino“ James Beckers              | Buick Century              |     |
| 6               | 1.5    | 72 | Happy Wood                | W. Headlam Happy Wood                | Aston Martin Ulster        |     |
| 7               | 2.0    | 46 | Adler Werke               | Rudolph Sauerwein Petar Graf Orssich | Adler Trumpf               |     |
| 8               | 2.0    | 44 | Adler Werke               | Otto Löhr Paul von Guilleaume        | Adler Trumpf               |     |
| 9               | 2.0    | 48 | Adler Werke               | Max zu Schaumburg-Lippe Boetzher     | Adler Trumpf               |     |
| 10              | 4.0    | 38 |                           | Debay Max Thirion                    | Plymouth                   |     |
| 11              | 2.0    |    |                           | Tony Rolt J. Elliot                  | Triumph Gloria Vitesse     |     |
| 12              | 2.0    |    |                           | Decker Joseph Zigrand                | Citroën Traction Avant     |     |
| 13              | + 4.0  | 12 | Vladimir Narichkine       | de la Fontaine Vladimir Narichkine   | Chrysler                   |     |
| 14              | 1.1    | 94 | Equipe Gordini            | Amédée Gordini Jacques Blot          | Fiat 508S Balilla          |     |
| 15              | 1.5    | 74 | Maurice Falkner           | A. N. L. MacLachlan Maurice Falkner  | Aston Martin Ulster        |     |
| 16              | 1.1    | 88 | Goldschmidt & Alexandroff | Pierre Goldschmidt Alexandroff       | Singer Le Mans             |     |
| 17              | 1.1    | 92 | Equipe Gordini            | Marino Zanardi Albert Alin           | Fiat 508S                  |     |
| 18              | 1.1    | 90 | Equipe Gordini            | Georges Sarret Paul Ducos            | Fiat 508S                  |     |
| Disqualifiziert |        |    |                           |                                      |                            |     |
| 19              | 1.1    |    | Michael Collier           | Michael Collier John Snow            | Singer Replica             |     |
| Ausgefallen     |        |    |                           |                                      |                            |     |
| 20              | 1.1    |    |                           | Ferdinando Righetti Lotario Rangoni  | Fiat                       |     |
| 21              | 4.0    |    | Robert Brunet             | Robert Brunet Goffredo Zehender      | Delahaye 135CS             |     |
| 22              | 4.0    |    |                           | Daniel Porthault Joseph Paul         | Delahaye 135CS             |     |
| 23              | 4.0    |    |                           | Émile Cornet                         | Jaguar S.S.100             |     |
| 24              | 2.0    |    |                           | Greindel Star                        | Singer Replica             |     |
| 25              | 4.0    |    |                           | Trasenster Franz Breyre              | Bugatti T44                |     |
| 26              | 4.0    |    |                           | Yves Giraud-Cabantous Roger Labric   | Bugatti T57                |     |
| 27              | 1.1    |    | Eddie Hertzberger         | Eddie Hertzberger Albert Debille     | MG Magnette K3             |     |
| 28              |        |    |                           | Pizzimenti Louis Eggen               | Fiat                       |     |
| 29              | Compr. | 4  | Scuderia Ferrari          | Giuseppe Farina Eugenio Siena        | Alfa Romeo 8C 2900A        |     |
| 30              | 2.0    | 62 | Jim Elwes                 | Jim Elwes Alastair MacRobert         | Aston Martin Speed Model   |     |
| 31              | 4.0    |    |                           |                                      | Imperia                    |     |
| 32              | 2.0    |    |                           |                                      | Imperia                    |     |
| 33              | 1.5    |    |                           |                                      | Škoda Rapid                |     |
| 34              | 2.0    |    |                           |                                      | Imperia                    |     |
| 35              | 1.1    |    | Goldschmidt & Alexandroff |                                      | Singer Le Mans             |     |
| 36              | 1.1    |    |                           |                                      | Fiat 508 Balilla           |     |
| 37              | 2.0    | 54 |                           |                                      | Imperia                    |     |
| Nicht gestartet |        |    |                           |                                      |                            |     |
| 38              | 4.0    |    |                           | Eugène Chaboud                       | Delahaye 135S              |     |

### Nur in der Meldeliste
Hier finden sich Teams, Fahrer und Fahrzeuge, die ursprünglich für das Rennen gemeldet waren, aber aus den unterschiedlichsten Gründen daran nicht teilnahmen.
| Pos. | Klasse | Nr. | Team             | Fahrer                                | Chassis         |
| ---- | ------ | --- | ---------------- | ------------------------------------- | --------------- |
| 39   | + 4.0  |     | Fox & Nicholl    |                                       | Lagonda LG45    |
| 40   | 1.5    |     |                  | Tom Clarke                            | Aston Martin 11 |
| 41   | + 4.0  |     |                  | Roger Labric                          | Bugatti T50     |
| 42   | 4.0    |     | Eddie Hall       | Eddie Hall                            | Bentley 4 Litre |
| 43   | 4.0    |     | Louis Villeneuve | Louis Villeneuve                      | Delahaye 135CS  |
| 44   | 4.0    |     | Henri Toulouse   | Henri Toulouse Marcel Mongin          | Delahaye 135CS  |
| 45   | 4.0    | 40  |                  | Pierre Louis-Dreyfus Francisque Cadot | Talbot 150C     |

### Klassensieger
| Klasse | Fahrer            | Fahrer             | Fahrzeug                   | Platzierung im Gesamtklassement |
| ------ | ----------------- | ------------------ | -------------------------- | ------------------------------- |
| Compr. | Raymond Sommer    | Francesco Severi   | Alfa Romeo 8C 2900A Compr. | Gesamtsieg                      |
| + 4.0  | Richard Seaman    | Freddy Clifford    | Lagonda LG45               | Rang 4                          |
| 4.0    | Marcel Mongin     | René Le Begue      | Delahaye 135CS             | Rang 2                          |
| 2.0    | Rudolph Sauerwein | Petar Graf Orssich | Adler Trumpf               | Rang 7                          |
| 1.5    | W. Headlam        | Happy Wood         | Aston Martin Ulster        | Rang 6                          |
| 1.1    | Amédée Gordini    | Jacques Blot       | Fiat 508S Balilla          | Rang 14                         |

### Renndaten
- Gemeldet: 45
- Gestartet: 37
- Gewertet: 18
- Rennklassen: 6
- Zuschauer: unbekannt
- Wetter am Renntag: unbekannt
- Streckenlänge: 14,914 km
- Fahrzeit des Siegerteams: 24:00:00.000 Stunden
- Gesamtrunden des Siegerteams: 202
- Gesamtdistanz des Siegerteams: 3001,032 km
- Siegerschnitt: 125,043 km/h
- Pole Position: unbekannt
- Schnellste Rennrunde: Raymond Sommer – Alfa Romeo 8C 2900A Compr. (#2)
- Rennserie: zählte zu keiner Rennserie